# Phyllis Nicolson
Phyllis Nicolson (21 septembre 1917 - 6 octobre 1968) est une mathématicienne et physicienne britannique surtout connue pour ses travaux sur la méthode de Crank-Nicolson avec John Crank.

## Jeunesse et éducation
Nicolson est née Phyllis Lockett à Macclesfield et étudie à la Stockport High School for Girls. Elle est diplômée de l'Université de Manchester avec un B.Sc. en 1938, M.Sc. en 1939 et un doctorat sur trois problèmes de physique théorique en 1946. Sa thèse commence avec la recherche sur les rayons cosmiques menée sous Lajos Jánossy (en) en 1939 et 1940.

## Analyse différentielle de Hartree
Le doctorat de Nicolson devait être soutenu en 1941 mais est interrompu par des travaux en temps de guerre avec le groupe de recherche de Douglas Hartree à l'Université de Manchester de 1940 à 1945. Pendant ce temps, Nicolson devient une analyste numérique compétente et une utilisatrice experte de l'analyseur différentiel de Hartree. Nicolson, avec d'autres membres du groupe de recherche, travaille sur des problèmes liés à la défense pour l'établissement de recherche et de développement de la défense aérienne (plus tard l'établissement de recherche et de développement radar), tous deux faisant partie du ministère de l'approvisionnement. Les deux importants corps de recherche de Nicolson en temps de guerre, « Comportement transitoire dans le magnétron à anode unique » et « Conduction thermique », forment la base des parties II et III de sa thèse de doctorat de 1946, Three Problems in Theoretical Physics.
Les recherches de Nicolson sur la conduction thermique liées aux solutions de l'équation de la chaleur, et avec son collègue John Crank, elle étudie la stabilité numérique de plusieurs techniques de résolution. L'algorithme maintenant connu sous le nom de méthode de Crank-Nicolson est issu de ces travaux et publié en 1947.

## Après-guerre
Nicolson est étudiante en recherche à Cambridge à partir de 1945 et termine son doctorat à l'Université Victoria de Manchester (aujourd'hui l'Université de Manchester) en 1946. Elle est boursière de recherche Tucker-Price au Girton College de Cambridge de 1946 à 1949, travaillant au laboratoire Cavendish,. Nicolson déménage à Leeds en janvier 1950 avec son mari Malcolm Nicolson, également physicien, car il a été nommé à un poste de maître de conférence en physique à l'Université de Leeds,. Phyllis Nicholson épouse Malcolm en 1942 et ils ont deux fils, Donald Macleod Nicolson (né le 20 septembre 1947 à Cambridge) et Roderick Ian Nicolson (né le 5 février 1950 à Leeds).
Malcolm Nicolson, âgé de 33 ans, est décédé dans un accident de train en décembre 1951 et Phyllis est nommée pour reprendre son poste de chargé de cours. En 1955, Nicolson épouse le physicien Malcolm McCaig, qui a un fils Ian McCaig (né en février 1946) d'un précédent mariage,. En mai 1957, Nicolson et McCaig ont un fils ensemble, Andrew Malcolm McCaig. Les trois fils de Nicolson finissent par obtenir des doctorats - en mathématiques, en psychologie et en géologie.
Nicolson est décédée d'un cancer du sein en 1968 à Sheffield.

## Ouvrages
- DR Hartree, P. Nicolson, N. Eyres. J. Howlett et T. Pearcey. "Evaluation of the Solution of the Wave Equation for a Stratified Medium", Centre de recherche et développement pour la défense aérienne, Mémorandum 47, mai 1944.
- DR Hartree, P. Nicolson, N. Eyres. J. Howlett et T. Pearcey. "Evaluation of the Solution of the Wave Equation for a Stratified Medium:Normalisation", Radar Research and Development Establishment, RRDE Report No. 279, mars 1945.
- Three Problems in Theoretical Physics . Thèse de doctorat, Université de Manchester, 1946[2].
- The Sun's Magnetic Field and the Diurnal and Seasonal Variations in Cosmic Ray Intensity, Janossy, L.; Lockett, P., Proc. de la Royal Society de Londres . Série A, Sciences mathématiques et physiques, 1941, vol. 178(972), p. 52–60.
- Meson Formation and the Geomagnetic Effects. Janossy, L.; Nicolson, P., Proc. de la Royal Society de Londres . Série A, Sciences mathématiques et physiques, 1947, vol. 192(1028), p. 99–114.
- A practical method for numerical evaluation of solutions of partial differential equations of the heat-conduction type[4].
- A Theoretical Study of the Influence of Diffusion and Chemical Reaction Velocity on the Rate of Exchange of Carbon Monoxide and Oxygen between the Red Blood Corpuscle and the Surrounding Fluid, P. Nicolson et FJW Roughton. Proc. de la Royal Society de Londres . Série B, Sciences biologiques, vol. 138, no 891, 1951, p. 241–264.